# Falce e martello

Falce e martello nella forma presente sulla bandiera dell'Unione Sovietica dal 1955 al 1991.

La falce e martello (☭) è un simbolo politico del movimento operaio. Nella simbologia socialista la falce rappresenta i contadini e il martello gli operai.
Dapprima simbolo condiviso delle organizzazioni socialiste, comuniste e socialdemocratiche, nel corso della seconda metà del Novecento la "falce e martello" è diventato col tempo il simbolo del comunismo per eccellenza, divenendo emblema classico dei partiti comunisti.

## Simbologia e storia
Sin dal Medioevo il martello, spesso associato ad altri attrezzi, identificava negli stemmi le corporazioni artigianali.

Stemma dell'Austria

Nello stemma dell'Austria, un'aquila imperiale turrita, reca negli arti inferiori, oltre a una catena spezzata (a simboleggiare la libertà) anche una falce e un martello, se separati e tenuti ognuno in un arto dell'animale, a rappresentare rispettivamente la classe contadina e quella dei lavoratori.
In ambiente massonico, la falce rappresenta la filosofia mentre il martello la forza nel cosiddetto "quadro della loggia".
Le organizzazioni proletarie dell'Europa occidentale scelsero il martello come proprio simbolo di classe nella seconda metà del XIX secolo.
Alla vigilia della Rivoluzione russa il martello era un simbolo della classe operaia diffuso e riconosciuto tra le file del movimento rivoluzionario russo, mentre nell'araldica russa dell'epoca la falce è frequente negli stemmi di molti villaggi e cittadine, a rappresentazione del raccolto e del lavoro agricolo.

### Dalla Rivoluzione russa
I due attrezzi vennero scelti come simboli (comunque non esclusivi) della classe lavoratrice e rappresentavano l'unità tra i lavoratori agricoli e industriali. Fu Lenin a decidere di sovrapporli nella maniera popolarmente conosciuta, mentre fu la vittoria della Rivoluzione bolscevica a decretarne il successo.
Nella neonata Russia sovietica il simbolo della falce e martello fu adottato per decisione governativa tra la fine di marzo e l'inizio di aprile 1918 e ratificato nel V congresso dei Soviet il 10 luglio 1918. La sua prima apparizione su un documento ufficiale è del 26 giugno 1918, su un documento del Sovnarkom della RSFSR.
Fino ai primi anni del Novecento il movimento operaio italiano era rappresentato da una molteplicità di simboli che facevano riferimento agli strumenti del lavoro manuale. La falce era già presente su molti vessilli delle leghe contadine ancor prima dell'utilizzo "ufficiale" nel simbolo sovietico. Dal 1919 anche il Partito Socialista Italiano adottò ufficialmente come simbolo quello ufficiale dei Soviet (falce e martello su sole nascente in corona di spighe), soprattutto a causa della riforma elettorale che consigliava l'unificazione dei simboli sul piano nazionale. Il PSI successivamente mutò il proprio simbolo dopo la scissione del 1921 del Partito Comunista d'Italia (che mantenne il simbolo dei Soviet aggiungendoci una stella per affermare l'appartenenza alla III internazionale) apponendo sotto il simbolo della falce e martello un libro aperto.

## Diffusione

Bandiera dell'Unione Sovietica dal 1955 al 1991

La falce e martello era presente, oltre che sulla bandiera dell'Unione Sovietica e delle Repubbliche che ne facevano parte, in quella di altri Stati comunisti e socialisti seppur per brevi periodi, come nel caso dell'Albania nel 1944.
Attualmente nessuno Stato derivato dalla dissoluzione del URSS mantiene falce e martello nel proprio vessillo nazionale eccetto la Transnistria, Stato non riconosciuto internazionalmente. Anche due oblast' russi conservano ancora la falce e martello nel proprio emblema: l'oblast' di Vladimir e l'oblast' di Brjansk. Anche la città russa d'Orël conserva la falce e martello nel sua bandiera.
Molti partiti comunisti in tutto il mondo, invece, utilizzano ancora la falce e martello come segno distintivo.
I trockijsti adottano talvolta un simbolo della falce e martello simile, ma orientato specularmente ovvero con l'incavo della falce orientato verso destra e all'interno del quale è inscritto il numero 4 (riferimento alla Quarta Internazionale).
Nel 2002 il simbolo si ritroverà nell'etichetta della bevanda Leninade, messa in commercio dall'azienda californiana Real Soda In Real Bottles, Ltd.

### In Italia

Il simbolo del PSI ha utilizzato la falce e martello, con varie modifiche, dal 1919 al 1987. Questo è quello utilizzato dal 1970 al 1978.

Lo storico simbolo del Partito Comunista Italiano

La falce e martello è stata il simbolo del Partito Socialista Italiano dal 1919, ed è rimasta presente nel logo del partito fino al 1987: dal 1978, nel terzo anno della segreteria di Bettino Craxi, si è aggiunto al simbolo socialista un garofano rosso, che a decorrere dal congresso di Rimini ha sostituito del tutto il precedente. Anche il Partito Socialista dei Lavoratori Italiani di Giuseppe Saragat adottò inizialmente, nel 1947, il simbolo della falce e martello, attraversato da tre frecce. Nella versione disegnata da Renato Guttuso nel 1953 (da notare che in caratteri Unicode la falce e martello si rappresenta con U+262D (☭)), ha rappresentato l'emblema del Partito Comunista Italiano fino al suo scioglimento, nel 1991, e seppur notevolmente rimpicciolita ha continuato ad essere rappresentata ai piedi della quercia nell'icona elettorale del PDS fino alla trasformazione in Democratici di Sinistra nel 1998.
Fu anche presente nel simbolo del Partito Socialista Italiano di Unità Proletaria (PSIUP) dalla sua nascita nel 1964 sino allo scioglimento del partito nel 1972. Dopo lo scioglimento e la confluenza degli aderenti nel PCI, nel PSI e in Alternativa Socialista, la parte rimasta autonoma utilizzò il simbolo per il PdUP. Il simbolo fu adottato anche dal gruppo de il manifesto, dal PdUP per il Comunismo e poi da Democrazia Proletaria.
Attualmente adottano la falce e martello il Partito della Rifondazione Comunista (PRC), il Partito Comunista Italiano, il Partito Comunista, il Partito Comunista dei Lavoratori, Sinistra Anticapitalista, il Partito Marxista-Leninista Italiano, il Partito dei CARC e molte altre organizzazioni e movimenti minori che si richiamano al marxismo.
L'assenza della "falce e martello" dal simbolo della lista "La Sinistra l'Arcobaleno" alle elezioni politiche del 2008, sostituito dopo 89 anni dal simbolo dell'arcobaleno, ha causato scalpore e polemiche. Il simbolo era comunque presente in tale tornata elettorale poiché usato dalle liste di Sinistra Critica (nella sua versione originale, gialla su sfondo rosso) e del Partito Comunista dei Lavoratori (con gli attrezzi rossi su globo azzurro). Esattamente l'anno dopo, per le elezioni europee 2009, i due maggiori partiti comunisti italiani (PRC e PdCI) hanno abbandonato l'arcobaleno, tornando al vecchio simbolo comunista.

## Il dibattito europeo sulla messa al bando
Nel 2005, a seguito della proposta avanzata dalla Germania di rendere reato l'esposizione della svastica su tutto il territorio dell'Unione europea, un europarlamentare lituano di centro-destra e uno di estrema destra ungherese, chiesero la messa al bando anche della falce e martello nel territorio dell'Unione europea per rispetto delle vittime del totalitarismo sovietico. La richiesta venne sostenuta da associazioni e partiti liberisti e neofascisti, e Stati come l'Ungheria, la Lituania, la Lettonia, la Polonia e la Moldavia (Stato non membro dell'UE) assunsero o provarono ad assumere provvedimenti legislativi per vietarne l'uso pubblico all'interno del territorio nazionale. La proposta incontrò invece resistenza nei Paesi dell'Europa occidentale, dove il simbolo di falce e martello rappresenta rilevanti formazioni politiche attive e una tradizione (socialista, trotzkista, eurocomunista) che non ha avuto responsabilità storiche nelle politiche repressive attuate dal totalitarismo sovietico o da altre dittature di ispirazione marxista-leninista.